# Idioma protoeufrático
El idioma protoeufrático es una lengua no clasificada hipotéticamente hablada en Mesopotamia y que algunos asiriólogos (como Samuel Noah Kramer) consideraron el sustrato lingüístico de los pueblos que introdujeron la agricultura en el sur de Iraq durante el período Ubaid temprano (5300-4700 a. C.).
Igor Diakonoff y Vladislav Ardzinba identificaron estas lenguas hipotéticas con la cultura de Samarra. Benno Landsberger y otros asiriólogos argumentaron que, al examinar la estructura de los nombres de ocupaciones en sumerio, así como topónimos e hidrónimos, se puede sugerir que existió un grupo anterior en la región que hablaba una lengua completamente diferente, a menudo denominada Proto-Euphratean. Términos como "agricultor", "herrero", "carpintero" y "dátil" (el fruto) no parecen tener origen sumerio ni semítico.
Diakonoff y Ardzinba propusieron el término "lenguas banana", basado en una característica de muchos nombres personales atestiguados en textos sumerios: la reduplicación de sílabas (como en la palabra inglesa banana): Inanna, Zababa, Chuwawa/Humbaba, Bunene, Pazuzu, etc., encontrados en textos sumerios, acadios, asirios y babilonios. Este rasgo también aparece en otras lenguas no clasificadas, como el minoico. Algunos nombres de gobernantes hicsos también lo presentarían: aunque los hicsos eran tribus semíticas cananeas, algunos de sus nombres, como Bnon, Apofis, etc., parecen tener origen no semítico.
Rubio cuestionó la hipótesis del sustrato, argumentando que hay evidencias de préstamos de más de una lengua. Esta teoría es ahora predominante en el campo (Piotr Michalowski, Gerd Steiner, etc.).
Una propuesta relacionada de Gordon Whittaker sugiere que la lengua de los textos protoliterarios del período Uruk tardío (c. 3350–3100 a. C.) sería una temprana lengua indoeuropea que denomina "eufrático" (Euphratic), aunque esto no cuenta con apoyo mayoritario.